# 汪彥博
汪彥博（?—?），江苏镇洋县（太倉市）人，清朝政治人物，進士出身。
乾隆五十二年（1787年），登進士，改庶吉士。嘉庆十五年八月二十二（1810年9月20日），由江西道御史调任廣西學政。